# Manisak
Manisak is een bestuurslaag in het regentschap Mandailing Natal van de provincie Noord-Sumatra, Indonesië. Manisak telt 1137 inwoners (volkstelling 2010).